# Teixeira Mendes (filósofo)
Raimundo Teixeira Mendes (Caxias, 5 de janeiro de 1855 — Rio de Janeiro, 28 de junho de 1927) foi um filósofo e matemático brasileiro, autor da bandeira nacional republicana.

## História
A importância de Teixeira Mendes reside na sua vigorosa e contínua atuação política, filosófica, social e religiosa, baseada nos princípios propostos pelo filósofo francês Augusto Comte, isto é, no Positivismo, em sua versão religiosa (a Religião da Humanidade). Assim como o companheiro, amigo e, a partir de certa altura, cunhado Miguel Lemos, Teixeira Mendes inicialmente aderiu à obra estritamente filosófica de Comte, ou seja, ao "Sistema de Filosofia Positiva", recusando o "Sistema de Política Positiva". Todavia, a partir de uma viagem de estudos que Miguel Lemos empreendeu a Paris, em que se converteu à Religião da Humanidade, Teixeira Mendes foi convencido pelo amigo da correção da obra religiosa de Comte e a partir daí iniciou uma longa e importante carreira apostólica e política, influenciando os eventos sociais no Brasil, a partir de sua atuação na Igreja Positivista do Brasil, sediada no Rio de Janeiro (então capital do Império e, depois, da República). Enquanto Miguel Lemos era o Diretor da Igreja, Teixeira Mendes tornou-se seu vice-Diretor. Ele inspirou a Consolidação das Leis do Trabalho de Getúlio Vargas.

## Positivismo
Ao longo da década de 1880 Miguel Lemos e Teixeira Mendes empreenderam uma atividade de propaganda do Positivismo e de interpretação da realidade sócio-político-econômica brasileira à luz da doutrina comtiana, o que, em termos práticos, significou, naquele momento, na defesa da abolição da escravatura, da proclamação da república, na separação entre a Igreja e o Estado e na instituição geral de reformas que permitissem a "incorporação do proletariado à sociedade" (ou seja, a inclusão social, no jargão comtiano).
Juntos, escreveram uma carta aberta em 1888, defendendo que existe um dever social de se cumprir o princípio da liberdade de cultos, vedado pela Constituição Imperial ainda vigente.

## Proclamação da República
Em 1888 a abolição da escravatura veio coroar de êxito parcial seus esforços, juntamente com diversos outros líderes e agitadores abolicionistas. Todavia, sua importância tornou-se realmente grande em 1889, quando o também positivista religioso Benjamin Constant foi um dos líderes do movimento que destituiu o Gabinete do Visconde de Ouro Preto e proclamou a República, no amanhecer do dia 15 de novembro, no Campo de Santana, no Rio de Janeiro.

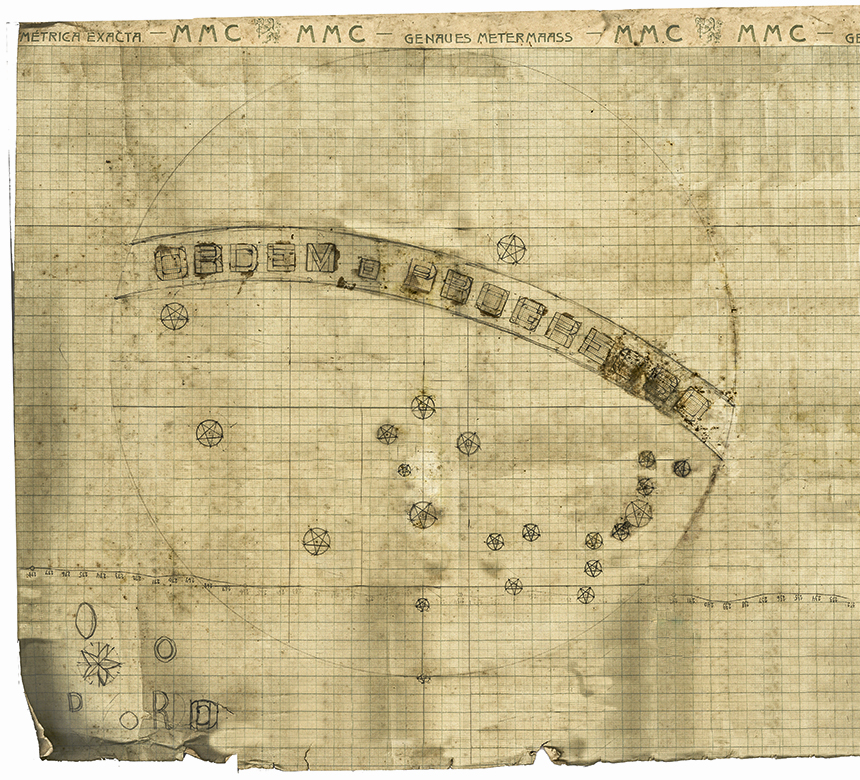
Esboço da Bandeira Nacional feito em papel quadriculado, datado novembro de 1889, autoria do engenheiro Raimundo Teixeira Mendes.

Imediatamente após a proclamação da República, Miguel Lemos e Teixeira Mendes reuniram-se com Benjamin Constant para avaliar o movimento e a situação e apoiar ou não o novo regime. Embora preferissem outra direção para os acontecimentos, a nova república tinha o apoio da Igreja Positivista.
Quatro dias após a proclamação, no dia 19 de novembro, Teixeira Mendes apresentou ao governo provisório, por meio do Ministro da Agricultura, o também positivista Demétrio Ribeiro, um projeto de bandeira nacional republicana, em substituição ao projeto anterior, cópia servil da bandeira estadunidense (apenas com as cores trocadas). Esse projeto atualizou a bandeira imperial, mantendo o verde e o amarelo - indicando com isso a permanência da sociedade brasileira - e substituindo o brasão imperial pela esfera armilar com uma idealização do céu do dia 15 de novembro e o dístico "Ordem e Progresso" (da autoria de Augusto Comte) - indicando a evolução para um regime político aperfeiçoado e o espírito que deveria animar esse novo regime. O projeto foi prontamente aceito.

## Período republicano
Nas décadas seguintes a atuação de Teixeira Mendes fez somente crescer, com a participação nos mais importantes eventos políticos da nova república: a separação entre a Igreja e o Estado, a revolta da vacina, a negociação dos limites territoriais (por obra do Barão do Rio Branco), a participação do Brasil na I Guerra Mundial, a legislação trabalhista (então inexistente), o respeito às mulheres, a proteção dos animais e inúmeros outros.
Embora desde 1905 Teixeira Mendes tenha assumido a liderança da Igreja Positivista, em substituição a Miguel Lemos, que se encontrava enfermo, não abandonou o título de "vice-Diretor" do Apostolado, mesmo em 1917, quando Lemos faleceu.
Sua morte, em 1927, parece pressagiar igualmente o fim de uma etapa do regime que ajudou a criar: aquilo que os historiadores posteriores chamariam de "República Velha" deixaria de existir três anos depois. Enterrado no Cemitério de São João Batista, no Rio de Janeiro, seu cortejo fúnebre parou a cidade do Rio.
Em São Luís, tem um dos bustos da Praça do Pantheon, e que homenageiam importantes escritores e intelectuais maranhenses.

## Família
Jesus Luz contou no programa Passa ou Repassa em 15 de agosto de 2021 que é tataraneto de Raimundo Teixeira Mendes.